# Pentagon (minialbum)
Pentagon – pierwszy minialbum południowokoreańskiej grupy Pentagon, wydany 10 października 2016 roku przez Cube Entertainment. Płytę promował singiel „Gorilla”.

## Lista utworów
| CD | CD                                                                    | CD                            | CD                                              | CD                                           | CD      |
| Nr | Tytuł utworu                                                          | Tekst                         | Kompozycja                                      | Aranżacja                                    | Długość |
| -- | --------------------------------------------------------------------- | ----------------------------- | ----------------------------------------------- | -------------------------------------------- | ------- |
| 1. | „Wake Up” (intro)                                                     | Big Sancho, E'Dawn            | Seo Jae-woo                                     | Seo Jae-woo                                  | 1:26    |
| 2. | „Pentagon”                                                            | Big Sancho, Jo Sung-ho        | Big Sancho, Jo Sung-ho                          | Big Sancho, Jo Sung-ho                       | 3:26    |
| 3. | „Gorilla”                                                             | Seo Ji-eum                    | Gavin Jones, Ali Zackowski, Harry Sommerdahl    | Gavin Jones, Ali Zackowski, Harry Sommerdahl | 3:05    |
| 4. | „Lukewarm” (kor. 미지근해)                                            | Kang Dong-ha, E'Dawn, Wooseok | Ferdy                                           | Ferdy                                        | 3:29    |
| 5. | „Smile”                                                               | Mafly, Keyfly                 | Hyuk Shin, Delly Boi, Re:one, Jayrah Gibson, DK | Delly Boi, Re:one                            | 3:34    |
| 6. | „Organic Song” (kor. 귀 좀 막아줘) (wyk. E'Dawn, Yuto, Wooseok, Hui)  | E'Dawn, Wooseok               | E'Dawn, Hui                                     | Big Sancho                                   | 3:40    |
| 7. | „You Are” (wyk. Jinho, Hui, Hongseok, Shinwon, Yeo One, Yan An, Kino) | Hui                           | Hui                                             | Big Sancho                                   | 3:41    |

## Notowania
| Lista                        | Pozycja |
| ---------------------------- | ------- |
| South Korean Albums (Circle) | 7       |

## Sprzedaż
| Kraj             | Sprzedaż |
| ---------------- | -------- |
| Korea Południowa | 19 772+  |